# مجموعة أستراليا ونيوزيلندا المصرفية المحدودة
مجموعة أستراليا ونيوزيلندا المصرفيَّة المحدودة (بالإنجليزية: The Australia and New Zealand Banking Group Limited، واختصارًا: ANZ) هي شركة خدمات مصرفيَّة وماليَّة متعدِّدة الجنسيات يقع مقرّها في مدينة ملبورن الأستراليَّة. تُعدّ الشركة ثاني أكبر مصارف أستراليا من حيث قيمة الأصول المودعة فيها، وثالث أكبر مصارف البلاد من حيث صافي قيمة رسملة السوق.
تأسَّست مجموعة أستراليا ونيوزيلندا المصرفيَّة بعد اندماج مصرف أستراللازيا مع مصرف الاتحاد الأستراليّ المحدود بتاريخ 1 أكتوبر عام 1951. يشكِّل المصرف واحدًا من المصارف الأربعة الكبار في أستراليا مع كل من مصرف الكومنولث، ومصرف أستراليا الوطنيّ، ومصرف ويستباك.
تُمثِّل عمليات وخدمات المصرف في أستراليا الجزء الأكبر من مجموع أعماله، ويهمين قطاع الخدمات التجاريَّة وخدمات التجزئة المصرفيَّة على هذه العمليات. أمَّا في نيوزيلندا فإنَّ مجموعة أستراليا ونيوزيلندا المصرفيَّة هي أكبر مصرف قائم في البلاد حيث كان الكيان القانونيّ المُسجَّل يُعرف باسم مصرف أستراليا ونيوزيلندا الوطنيّ المحدود في عام 2003، وبعدها تغيَّر اسمه مصرف أستراليا ونيوزيلندا الوطنيّ النيوزيلنديّ المحدود في عام 2012. وكان يتبع للمصرف في نيوزيلندا خلال الفترة من عام 2003 حتى عام 2012 علامتين تجاريتين وهما مصرف أستراليا ونيوزيلندا، ومصرف نيوزيلندا الوطنيّ. توقف المصرف عن استخدام علامة مصرف نيوزيلندا الوطنيّ بعد إغلاق عدد من الفروع ونقل بعضها الآخر تحت علامة مصرف أستراليا ونيوزيلندا في عام 2012. توجد فروع للمصرف في أربعة وثلاثين بلدًا حول العالم، وهذا بالإضافة إلى عملياته في أستراليا ونيوزيلندا.
يبلغ مجموع عدد العاملين في المصرف مع احتساب شركاته التابعة 51 ألف موظَّف، في حين يبلغ عدد العملاء الذي يقدِّم المصرف خدماته لهم نحو تسعة ملايين شخص في جميع البلدان المُنتشر فيها. يخدم المصرف نحو ستة ملايين شخص في أستراليا وحدها، ويبلغ عدد فروعه في البلاد 570 فرعًا.

## لمحة تاريخية

### القرن التاسع عشر

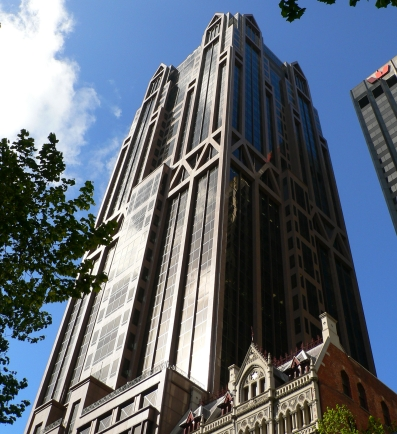
المقرَّات العالميَّة لمصرف أستراليا ونيوزيلندا في شارع كوين بملبورن من تصميم شركة بيدل ثورب الأستراليَّة للعمارة. يُعرف المبنى محليًا باسم «البرج القوطيّ» بسبب عمارته التي تذكر الناظر بالطراز القوطيّ.

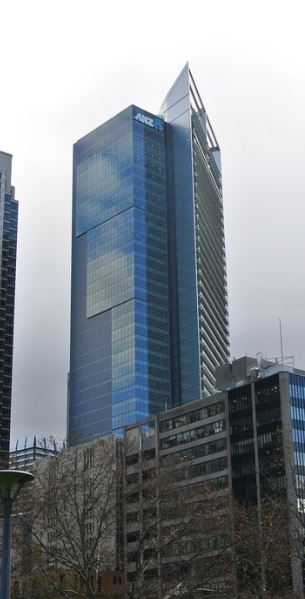
مبنى مركز مصرف أستراليا ونيوزيلندا في سيدني الذي يشمل مقارًا كبرى للمصرف.

تأسَّس مصرف أستراللازيا في لندن عام 1835. وبعدها اندمج مع مصرف كورنوال المتشكِّل في لاونسستون الواقعة في أرض فان ديمنز عام 1828. أسَّست مجموعة من الأفراد مصرف الاتِّحاد الأستراليّ في لندن عام 1837. كان من بين المؤسِّسين المصرفي ومالك العبيد جورج أنغاس. في عام 1852، تأسَّس المصرف الإنجليزيّ والاسكتلنديّ والأستراليّ في لندن، وافتتح أول فرع أستراليّ له في سيدني عام 1853. استحوذ هذا المصرف على كل من مصرف تاسمانيا التجاريّ المحدود، ومصرف لندن الأستراليّ المحدود في عام 1921، وبعدها استحوذ على المصرف الملكيّ الأستراليّ المحدود في عام 1927.

### القرن العشرين
في عام 1951، اندمج مصرف أستراللازيا مع مصرف الاتِّحاد الأستراليّ لتشكيل مصرف أستراليا ونيوزيلندا المحدود المعروف باسم مصرف أستراليا ونيوزيلندا. وفي عام 1963، شهد المصرف إلحاق أول نظم حاسوبيَّة في مركز جديد لمعالجة البيانات في مدينة ملبورن الأستراليَّة. في عام 1966، بدأ مصرف أستراليا ونيوزيلندا عملياته بمدينة هونيارا في جزر سليمان. وفي عام 1968، افتتح المصرف مكتبًا في مدينة نيويورك الأمريكيَّة. وفي عام 1969، افتتحت مكتبًا تمثيليًا في طوكيو باليابان.
في 1 أكتوبر عام 1970، اندمج مصرف أستراليا ونيوزيلندا مع المصرف الإنجليزيّ والاسكتلنديّ والأستراليّ المحدود لتشكيل الشركة الحاليَّة تحت اسم مجموعة أستراليا ونيوزيلندا المصرفيَّة المحدودة. بدأ المصرف في نفس العام تقديم خدماته في فانواتو. في عام 1976، افتتحت الشركة فرعًا جديدًا في بابوا غينيا الجديدة. وفي عام 1977، نقل مصرف أستراليا ونيوزيلندا إدماجه من المملكة المتَّحدة لأستراليا. في عام 1979، استحوذ مصرف أستراليا ونيوزيلندا على مصرف أديلايد.
في عام 1980، حدَّث المكتبين التمثيليَّين في سنغافورة ونيويورك وضعهما ليصبحا فروعًا. في عام 1984، اشترى مصرف أستراليا ونيوزيلندا مصرف غريندليز. في عام 1985، استحوذ المصرف على عمليات باركليز في فيجي وفانواتو. وحصل المصرف في نفس العام على شهادة مصرفيَّة تجاريَّة كاملة، وافتتح فرعًا له في مدينة فرانكفورت الألمانيَّة، وأعلن عن تأسيسه لشركة تابعة وهي مصرف أستراليا ونيوزيلندا بسنغافورة المحدود. في عام 1988، افتتح المصرف فرعان أحدهما في راروتونغا بجزر كوك، والأخر في العاصمة الفرنسيَّة باريس. في عام 1989، اشترى مصرف أستراليا ونيوزيلندا مصرف بوستبانك من الحكومة النيوزيلنديَّة.
استحوذت مجموعة أستراليا ونيوزيلندا المصرفيَّة على عدَّة مصارف خلال تسعينيات القرن العشرين. ففي عام 1990، استحوذ المصرف على المصرف الوطنيّ الملكيّ المتبادل المحدود في شهر مارس، وعلى جمعية بناء البلدات والأرياف بولاية أستراليا الغربيَّة في شهر يوليو. واستحوذ مصرف أستراليا ونيوزيلندا في نفس العام على كل من عمليات مصرف لويد في بابوا غينيا الجديدة، وعمليات مصرف نيوزيلندا في فيجي.
في عام 1993، افتتحَ مصرف أستراليا ونيوزيلندا مقرَّات جديدة له في مدينة ملبورن الأستراليَّة. كما افتتح المصرف فرعان جديدان تابعان له في مدينة هانوي الفيتناميَّة، ومدينة شانغهاي الصينيَّة، بالإضافة إلى البدء بمشروع مشترك مع مصرف بي تي بانين في إندونيسيا. كذلك بدأ مصرف أستراليا ونيوزيلندا العمل في تونغا في ذلك العام، بالإضافة إلى بيع عملياته في كندا التي كان قد حصل عليها من صفقة استحواذ مصرف غريندليز في عام 1984 للفرع الكنديّ من مصرف إتش إس بي سي.
افتتح المصرف عددًا من الفروع الجديدة في عدة أماكن خلال أواخر تسعينيات القرن العشرين مثل العاصمة الفلبينيَّة مانيلا، ومدينة هو تشي منه الفيتناميَّة. في عام 1997، عُيِّن جون مكفارلن في منصب الرئيس التنفيذيّ للمصرف. كما افتتح المصرف فرعًا له في العاصمة الصينيَّة بكين. في عام 1999، شكَّل مصرف أستراليا ونيوزيلندا تحالفًا استراتيجيًا مع الفرع الأستراليّ من شركة إي-تريد لتداول الأسهم عبر الإنترنت. كما استحوذ على مصرف أميركا ساموا.

### القرن الواحد والعشرون
في عام 2000، باع مصرف أستراليا ونيوزيلندا أعماله التجاريَّة في الشرق الأوسط وجنوب آسيا، وأعماله التجاريَّة المرتبطة بمجموعة غريندليز المصرفيَّة الخاصَّة لشركة ستاندرد تشارترد. في عام 2001، افتتح مصرف أستراليا ونيوزيلندا فروعًا له في تيمور الشرقيَّة، وبدأ بتقديم خدماته الخاصَّة بالبطاقات الائتمانيَّة في هونغ كونغ. وفي عام 2002، اشترك المصرف في مشروع أعمال لإدارة الثروة والتأمين على الحياة مع فرع أستراليا ونيوزيلندا من مجموعة آي إن جي في. استحوذَ مصرف أستراليا ونيوزيلندا في السنة اللاحقة على مصرف نيوزيلندا الوطنيّ.
في عام 2005، أعلن المصرف عن تأسيس شركته المصرفيَّة الفرعيَّة في كمبوديا بعد دخوله في مشروع مشترك مع شركة مجموعة رويال التي تتخذ من كمبوديا مقرًا لها. في عام 2006، أعلن مصرف أستراليا ونيوزيلندا عن افتتاح مقرات عالميَّة جديدة في منطقة دوكلاندز بمدينة ملبورن الأستراليَّة. كما أعلن في نفس العام عن استثماره في مصرف تيانجن الصينيّ. في عام 2007، استحوذ مصرف أستراليا ونيوزيلندا على الفرع الأستراليّ من شركة إي-تريد، بالإضافة إلى مصرف أوراق المواطن الماليَّة في غوام. وفي نفس العام أصبح مايك سميث الذي كان سابقًا في مصرف إتش إس بي سي، الرئيس التنفيذيّ للمصرف بعد تقاعد جون مكفارلن في أكتوبر من ذلك العام. كما استحوذت الشركة في هذا العام على رعاية حقوق التسمية الرسميَّة لملعب أستراليا الواقع في مدينة سيدني.
في أغسطس عام 2009، استحوذ المصرف على عمليات مصرف اسكتلندا الملكيّ في ست دول آسيويَّة بصفقة بلغت قيمتها 550 مليون دولار. كما أعلن المصرف في شهر سبتمبر من نفس العام عن اعتزامه شراء 51% من حصَّة مجموعة آي إن جي في المشروع المشترك فيما بينهما مما يعني فعليًا تحكم مصرف أستراليا ونيوزيلندا لما نسبته 100% من الفرع الأستراليّ لشركة مجموعة آي إن جي. افتتحت الشركة في شهر نوفمبر من نفس العام مقرَّاتها الجديدة في مدينة ملبورن الأستراليَّة.
في عام 2010، استحوذ مصرف أستراليا ونيوزيلندا على مصالح وعمليات مصرف اسكتلندا الملكيّ في كل من هونغ كونغ، وتايوان، وسنغافورة، وإندونيسيا. كما شهد ذلك العام توسيع المصرف لحصَّته في مصرف تيانجن. كذلك غيَّر المصرف في نوفمبر من ذلك العام اسم الفرع الأستراليّ من شركة آي إن جي ليصبح ون-باث.
في عام 2012، أعلن مصرف أستراليا ونيوزيلندا عن قراره إيقاف العمليات المصرفيَّة لعلامة مصرف نيوزيلندا الوطنيّ. في عام 2013، أصبح مصرف أستراليا ونيوزيلندا أول مصرف يعيد افتتاح أبوابه للعملاء في مركز مدينة كرايستشيرش عقب الزلزال الذي ضرب المنطقة في عام 2011.
أصبح شين إليوت الرئيس التنفيذيّ لمصرف أستراليا ونيوزيلندا. أعلن المصرف في شهر أبريل عن شراكة مع شركة أبل الأمريكيَّة لإدخال خدمة الدفع الخاصَّة بأبل لعُملائها. في عام 2017، استحوذ مصرف أستراليا ونيوزيلندا على شركة ريلاس الناشئة العاملة في مجال توقُّع أسعار العقارات.
في عام 2018، بلغ المفوضيَّة الملكيَّة للتحقيق في مخالفات قطاع الخدمات المصرفيَّة والتقاعديَّة والماليَّة أنَّ مصرف أستراليا ونيوزيلندا فشل في التحقق بدقَّة من النفقات المعيشة للعملاء الذين أخذوا قروضًا منزليَّة من المصرف، والذين كانَ وسطاء الرهن العقاريّ قد أوصوهم بأخذ القروض منه حيث ظنَّ المصرف أنَّ مسؤولية التدقيق في نفقات العملاء كانت تقع على عاتق وسطاء الرهن رغم ما يمثِّله هذا من تضارب في المصالح.:465–469 ما حصل نتيجة هذا أنَّ المصرف تقاضى مبالغ بنسب فائدة خاطئة لمدة أكثر من عشر سنوات من نحو نصف مليون شخص من عملاءه ممن أخذوا قروضًا منزليَّة حيث بلغ مجموع الأموال الزائدة التي تقاضاها المصرف نتيجة هذا الخطأ نحو 90 مليون دولار.:662:707

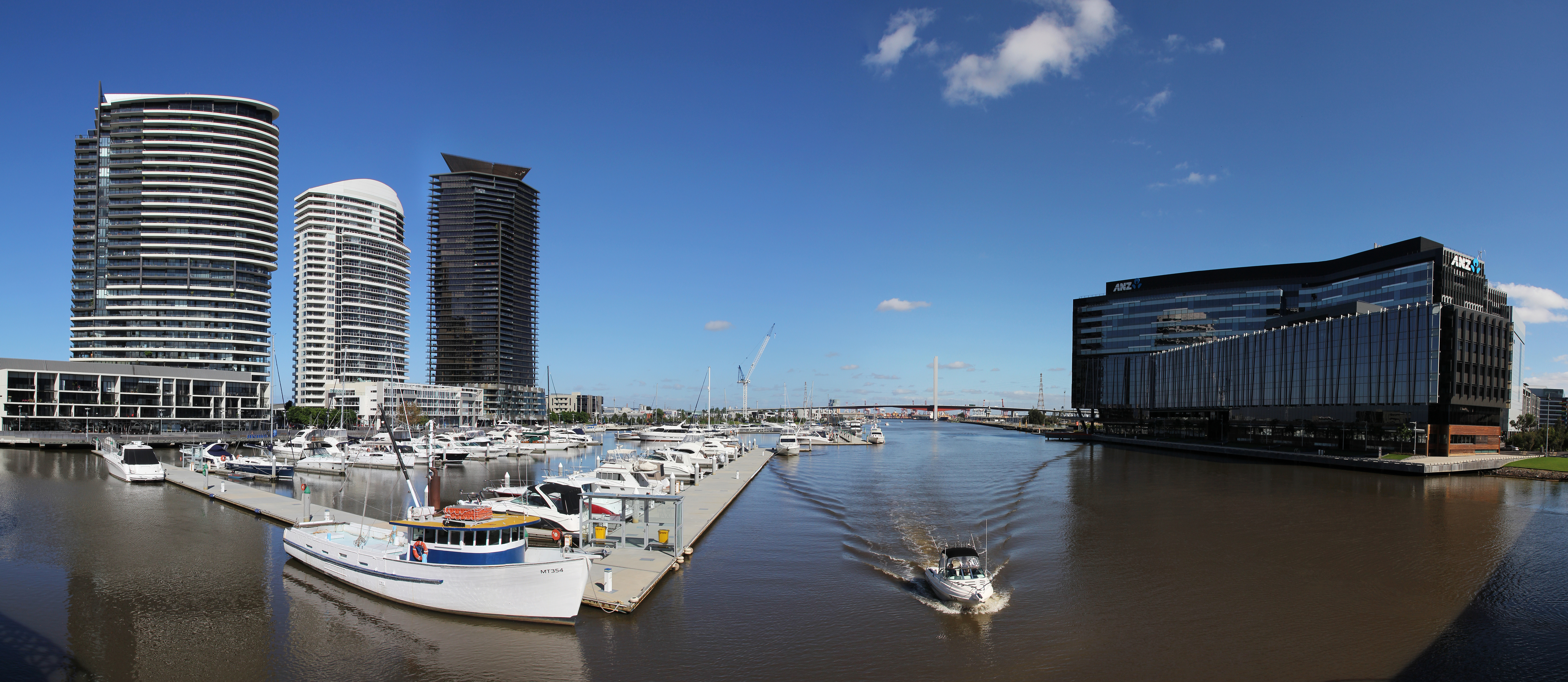
مشهد لمكاتب المصرف في منطقة دوكلاندز بمدينة ملبورن.

## الهيكلية التنظيمية
- أستراليا
  - قسم منتجات التجزئة
  - قسم التوزيع بالتجزئة
  - قسم الخدمات المصرفيَّة التجاريَّة
  - قسم الثروة (يشمل الفرع الأستراليّ من شركة إي-تريد وشركة ون-باث)
- الفرع النيوزيلنديّ من مصرف أستراليا ونيوزيلندا
  - مصرف أستراليا ونيوزيلندا
  - شركة يو دي سي الماليَّة
  - شركة بوناس للسندات
  - قسم السمسرة المباشرة - تداول الأسهم
  - الفرع النيوزيلنديّ من شركة ون-باث
- قسم الخدمات المؤسَّساتيَّة المصرفيَّة
  - الخدمات المؤسَّساتيَّة المصرفيَّة
  - قسم رؤوس الأموال المتداولة
  - قسم تمويل الشركات
  - شركة إكونوميكس
- آسيا والمحيط الهادئ
  - مصرف أميركا ساموا
  - الفرع الفيجيّ من مصرف أستراليا ونيوزيلندا
  - مصرف أستراليا ونيوزيلندا رويال
  - قسم الشراكات الدوليَّة

## العمليات والخدمات في منطقة آسيا والمحيط الهادئ
يُعدّ مصرف أستراليا ونيوزيلندا من المصارف الأستراليَّة الرائدة على مستوى منطقة آسيا والمحيط الهادئ، إذ بذل المصرف جهودًا حثيثة من أجل التوسع في الأسواق الصاعدة في كل من الصين، وإندونيسيا، وفيتنام. كما كان من المصارف الرائدة في نيوزيلندا، بالإضافة إلى عدَّة دول جزريَّة في المحيط الهادئ حيث دخل في العديد من هذه الأسواق متنافسًا مع مصرف ويستباك الأستراليّ. أشرفت شركة مصرف أستراليا ونيوزيلندا الوطنيّ النيوزيلنديّ الفرعيَّة على إدارة الفرع النيوزيلنديّ من المصرف خلال الفترة الممتدة من عام 2003 حتى عام 2012، ومن ثم تغيَّر اسمها بعد دمج هذه العلامة مع علامة مصرف نيوزيلندا الوطنيّ.
في مارس عام 2005، أعلن المصرف عن تشكيل تحالف استراتيجيّ مع مصرف ساكومبانك الفيتناميّ بعد استحوذه على نسبة 10% من حصة رأسماله. وافق مصرف أستراليا ونيوزيلندا بموجب هذا تحالف استراتيجيّ على تقديم الدعم والمساندة التقنيَّة في مجالات إدارة المخاطر، والخدمات المصرفيَّة في قطاعيّ التجزئة والمشاريع الصغيرة.
وبالمثل فقد اتَّبع مصرف أستراليا ونيوزيلندا استراتيجيَّة مماثلة في الصين بعد استحواذه على ما نسبته 20% من حصَّة مصرف مدينة تيانجن التجاريّ في شهر يوليو عام 2006. كما دخل المصرف في مفاوضات مشابهة مع مصرف شانغهاي التجاريّ الريفيّ.
في أغسطس عام 2009، أعلن مصرف أستراليا ونيوزيلندا عن شراءه وحدات التجزئة التابعة لمصرف اسكتلندا الملكيّ في تايوان، وسنغافورة، وإندونيسيا، وهونغ كونغ، وذلك بالإضافة إلى شراء أعمال المصرف التجاريَّة في تايوان، والفلبين، وفيتنام. بلغت قيمة الصفقة بأكملها 687 مليون دولار أستراليّ. في سبتمبر عام 2012، بلغ مجموع عدد فروع الشركة 1,337 فرعًا منتشرة في جميع أنحاء العالم.
في عام 2016، بدأ المصرف باتبَّاع مقاربة أقل حِدَّة من ناحية توسعه في منطقة آسيا والمحيط الهادئ بعدما شهدت عائداته من هذه المنطقة انخفاضًا. أعلن المصرف في نهاية أكتوبر عام 2016 عن بيع عملياته الخاصَّة بقسم إدارة الثروة في منطقة آسيا لمصرف سنغافورة التنمويّ. كما لمَّح المصرف إلى تراجعه عن سياسته المستهدفة لهذه المنطقة.
في عام 2020، اعترف المدير التنفيذيّ للمصرف شين إليوت عن ازدياد احتمال تعرض استثمارات المصرف في الصين للخطر، وذلك على خلفية اشتداد التوترات بين الولايات المتَّحدة والصين، ولم يستبعد سحب المصرف لاستثمارات جديدة من الصين.

## الإعلان والرعاية

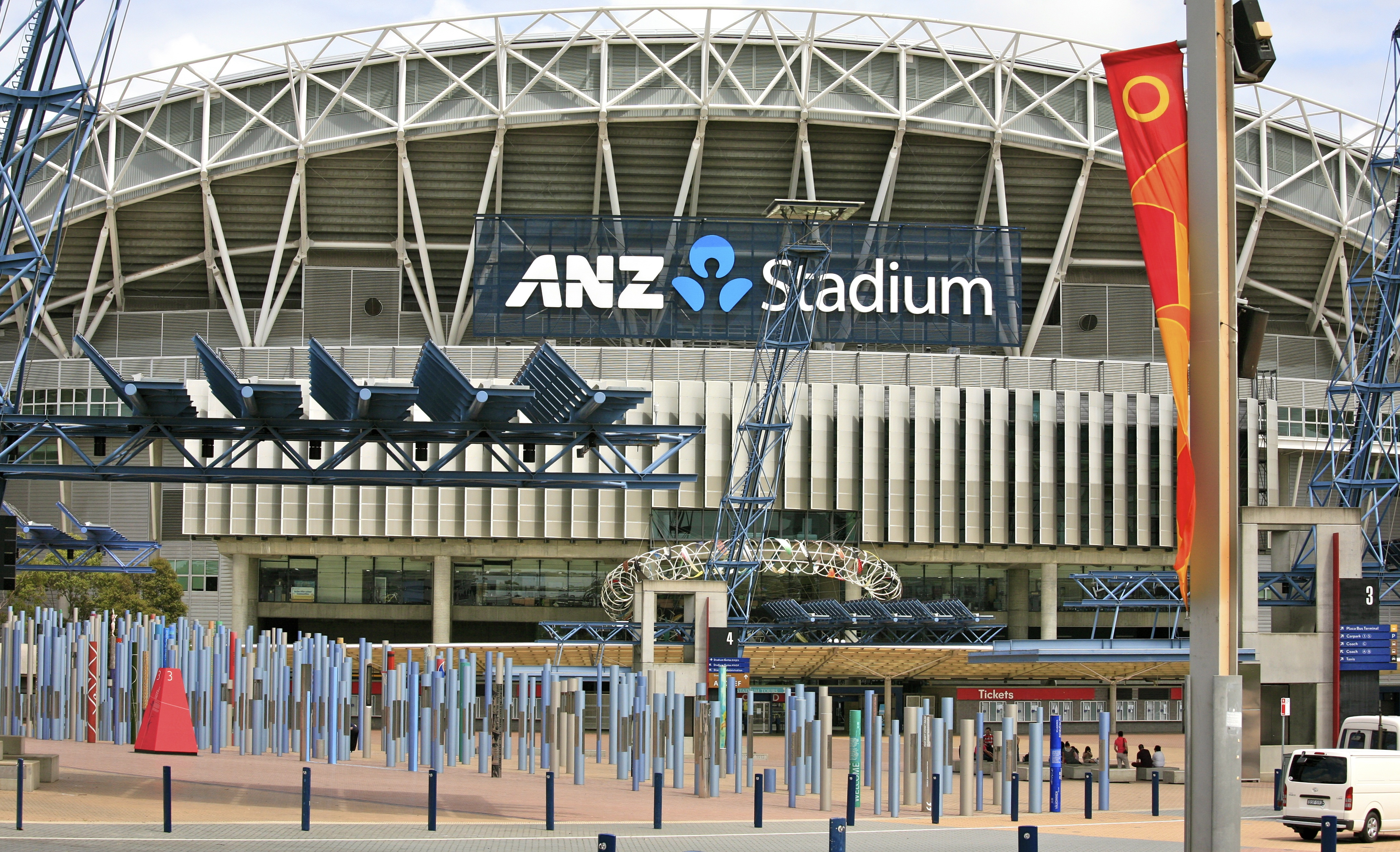
امتلك مصرف أستراليا ونيوزيلندا سابقًا حقوق تسمية ملعب أستراليا حيث كان الملعب يحمل اسم المصرف.

احتوى إعلان يعود لعام 2005 على روبوتين شهيرين وهما الروبوت الذي ظهر في مسلسل «ضائع في الفضاء»، والروبوت داليك مسلسل «دكتور هو» (لم يظهر داليك في نسخ لاحقة من الإعلان بعد إزالته). أطلقت الشركة في عام 2006 حملة تلفزيونيَّة تضَّمنت مجموعة من الإعلانات التي ظهر عليها شخصية جالب الحظ الجديدة التي اتخذتها الشركة لتمثيلها. حملت الشخصية اسم «الصقر» وهي عبارة عن طائر يسعى لإيقاف سارقي البطاقات الائتمانيَّة. كان الهدف من الحملة الترويج وتوضيح الإجراءات التي اتخذتها الشركة بغية منع حدوث عمليات الاحتيال على البطاقات الائتمانيَّة الخاصَّة بعملائها. أطلق مصرف أستراليا ونيوزيلندا حملة إعلانيَّة ساخرة في عام 2010. تناولت الحملة ما قد يحدث من سيناريوهات ومواقف مع العملاء خلال تعاملاتهم المصرفيَّة، وذلك من خلال الاستعانة بشخصية خياليَّة تُدعى «باربرا التي تعيش في عالم المصارف» وهي امرأة فظَّة وساخرة في منتصف عمرها لا تساعد المدراء المصرفيين الذين يحاولون خدمتها. حظيت هذه السلسلة بالإشادة والإثناء على طرافتها وذكاءها، ولكنَّها أيضًا للانتقادات بسبب تصويرها مدراء المصارف تصويرًا نمطيًا بحتًا. هذا وقد أدَّت الممثِّلة الأستراليَّة الكوميديَّة جينيفيف موريس دور شخصية باربرا. بلغت قيمة إنفاق المصرف على الإعلانات 195 مليون دولار أستراليّ في عام 2010.
أطلق المصرف في عام 2011 سلسلة من الإعلانات من تقديم الممثِّل الأمريكيّ سايمون بيكر نجم مسلسل ذا منتاليست. كان المصرف من بين أكثر عشرين شركة إنفاقًا على الإعلانات في أستراليا بحسب إحصاءات عام 2014.
أطلق المصرف حملة إعلانيَّة داعمة لحقوق مجتمع الميم بالتزامن مع مهرجان ماردي غرا للمثليين والمثليات في عام 2015. كان مصرف أستراليا ونيوزيلندا الوطنيّ النيوزيلنديّ أكثر مصارف نيوزيلندا إنفاقًا على الإعلانات في عام 2016. تُشكِّل الإعلانات الرقميَّة ما تعادل قيمته ثلث مجموع ما ينفقه المصرف على الإعلانات.

## المقرات الجديدة

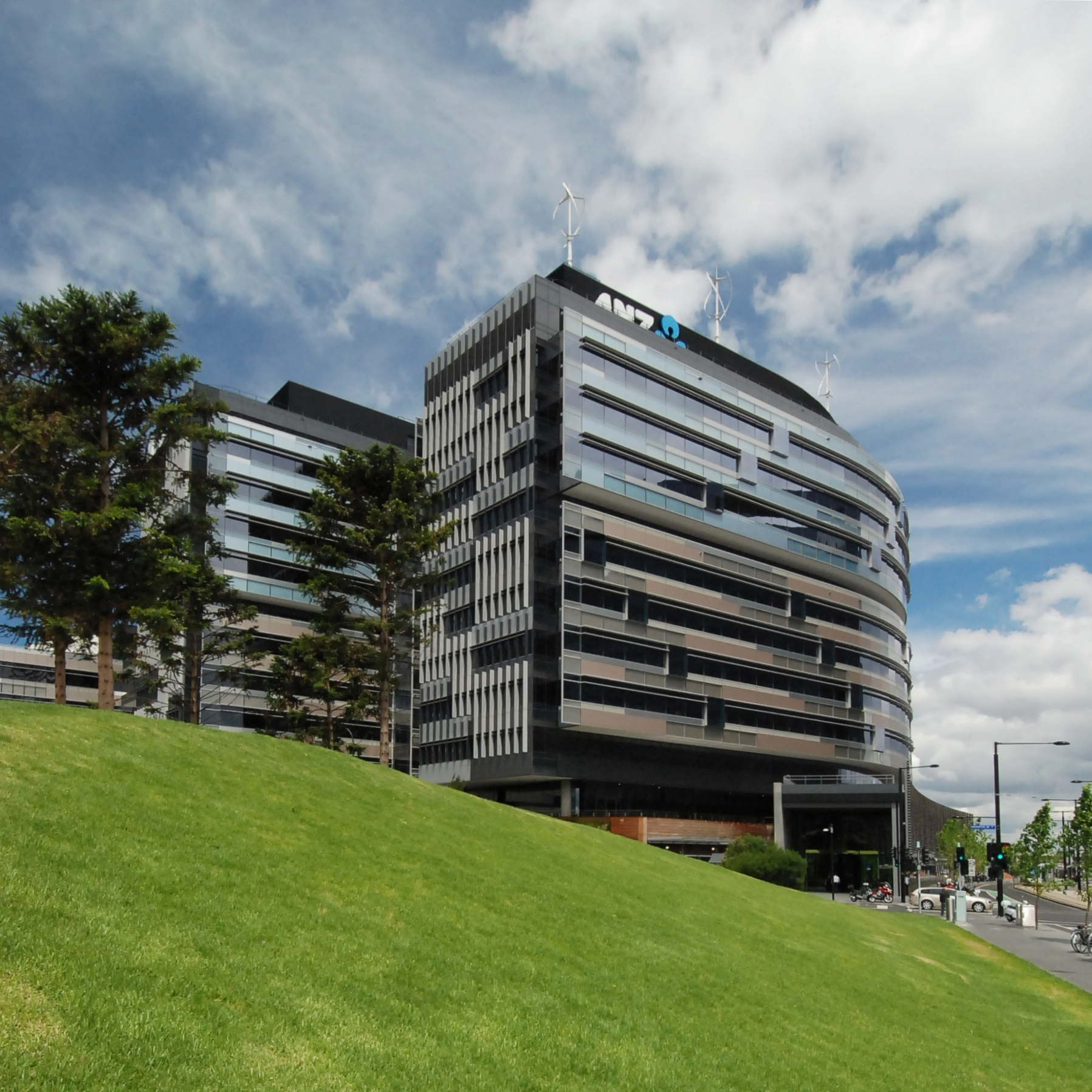
مكتب المصرف الرئيسيّ في شارع كولينز بملبورن الذي يعود تاريخ تدشينه إلى عام 2009.

كشف مصرف أستراليا ونيوزيلندا عن خطط لتشييد مقرَّات عالميَّة جديدة في شهر سبتمبر من عام 2006. وأعلن عن اختيار منطقة دوكلاندز بمدينة ملبورن كموقع للمقرَّات الجديدة. يحوي المُجمَّع على مجموعة واسعة من المباني المكتبيَّة منخفضة الارتفاع، بالإضافة إلى عدد من المحال التجاريَّة، ومنشآت لإيقاف السيَّارات والدرَّاجات الهوائيَّة. هذا وسيعمل في المُجمَّع نحو 6,500 موظَّف من موظَّفي الشركة. بيدَّ أنَّ الشركة ستُحافظ على مقرّها الرئيسيّ في شارع كوين رقم 100 في ملبورن. أصبحت المقرَّات الجديدة التي كُشِف عنها أكبر مُجمَّع للمكاتب في أستراليا حيث بلغت المساحة القابلة للتأجير 84,500 متر مربع، في حين بلغت المساحة الطابقيَّة الإجماليَّة للمجمَّع 130 ألف متر مربع، وهذا فضلًا عن حصوله على شهادة الست نجوم الخضراء الأستراليَّة والتي تشهد بكونه صديق للبيئة. بدأت أعمال البناء في الموقع المختار في أواخر عام 2006، واُفتِتح المبنى في أواخر عام 2009. يقع المبنى في شارع كولينز على نهر يارا وهو من تصميم شركة هاسل أند ليند ليز للتصميم. وصلت قيمة المبلغ المرصود لبناء المشروع في بادئ الأمر نحو 478 مليون دولار أستراليّ في عام 2006، ولكنَّها بلغت في وقت اكتماله نحو 750 مليون دولار أستراليّ في عام 2009. كان البناء أحد الفائزين بمهرجان العمارة العالميّ عن فئة التصاميم والتجهيزات الداخليَّة في عام 2010.
أعلن مصرف أستراليا ونيوزيلندا في عام 2016 عن اعتزامه بيع مقرَّات الشركة القديمة الواقعة في شارع كولينز بملبورن. بالأصل اُتّخِذَ البناء القديم مكتبًا رئيسيًّا للمصرف الإنجليزيّ والاسكتلنديّ والأستراليّ (وهو تاريخيًا المصرف الذي سبق تشكيل مصرف أستراليا ونيوزيلندا) خلال الفترة من عام 1883 حتى عام 1887.

## الجدالات والانتقادات

### التلاعب بمعدلات الفائدة الأساسية وغيرها من المقاييس
في عام 2016، تناقلت وسائل الإعلام تورّط مصرف أستراليا ونيوزيلندا مع عشرة من شركائه في إجراءات قانونيَّة بتهمة التلاعب بمعدَّلات الفائدة الأساسيَّة الداخليَّة للمصرف في أستراليا حيث وجَّهت المفوضية الأستراليَّة للأوراق الماليِّة والاستثمارات إدِّعاءات بارتكاب المصرف لسلوكيات جائرة وتلاعبيَّة. حاول المصرف إنكار هذه الادِّعاءات، وتوعَّد بتفنيدها في المحكمة. رُفِعت المستندات الرسميَّة البادئة للعملية القانونيَّة على الشركة في هذا الشأن بتاريخ 4 مارس عام 2016، ولكن بعدها عقدت المفوضية الأستراليَّة للأوراق الماليِّة والاستثمارات اتفاق تسوية مع المصرف بخصوص ادِّعائهم الذي وجَّهوه للمصرف. اعترف مصرف أستراليا ونيوزيلندا في جلسة محكمة أخرى تعود لنوفمبر عام 2016 بوقوع عشر محاولات احتكاريَّة فيما يتعلق بمزاعم التلاعب بالرينغيت الماليزيّ. رجَّحت عدَّة وسائل إعلاميَّة استمرار عملية التلاعب على مستوى السوق الأوسع حتَّى عام 2018.

### الزراعة وعمالة الأطفال
أثار مصرف أستراليا ونيوزيلندا جدلًا بعد ظهور ادِّعاءات أفادت بدعمه لعدد من شركات الأخشاب التي تمارس سياسات الاستيلاء غير المشروع على الأراضي. كما واجه المصرف في عام 2014 ادِّعاءات بقيامه بتمويل أحد مزارع قصب السكر الكمبوديَّة التي انخرطت في ممارسات عمالة الأطفال، وقطع توريد المنتج عن السوق، والاستيلاء غير المشروع على الأراضي بدعم من القوات المسلَّحة، وعمليات الإخلاء التعسفيَّة.

### انتهاج سياسة المقاضاة
انتقد مجلس الشيوخ الأستراليّ المصرف بسبب مقاربته المتشدَّدة تجاه المزارعين الذين فضحوا الفشل الذي مُني به المصرف من صفقة حافظة قروض المعالم. ذكرت إحدى الوثائق المرفوعة إلى مجلس الشيوخ بخصوص التحقيق في سلوكيات المصرف قيام أحد المزارعين بإضرام النار في نفسه بعد فشله في تسديد قرض أخذه من المصرف بعد الإجراءات القانونيَّة التي اتخذها المصرف بحقه. كما ذكر تحقيق مجلس الشيوخ تعرّض أحد عملاء المصرف السابقين للإيذاء من قِبل الشرطة ومدراء الماليَّة الذي فوضتهم المحكمة لإدارة شؤون العميل الماليِّة بعد إفلاسه حيث وصل الأمر لإرسال فريق تدخل سريع وتهديده بتصويب السلاح على رأسه. نقلت عدَّة وسائل إعلاميَّة في عام 2016 عن مواجهة مصرف أستراليا ونيوزيلندا لاتهامات بالعنصريَّة في القضية القانونيَّة الشهيرة التي دخلها المصرف ضد رجل الأعمال بانكاج أوسوال وزوجته حيث ذكرت أحد رسائل البريد الإلكترونيّ التي كان المصرف قد أرسلها لأوسوال تعليقات مفادها: «نحن نتعامل مع هنود ليس عندهم مبادئ أخلاقيَّة ومع امرأة هنديَّة [يقصدون زوجة أوسوال] تصرفاتها ملتوية مثل زوجها»، وتابع البريد ذاكرًا: «لقد اصطبغت سمات هذا الصفقة الماليَّة بسمات هنديَّة قويَّة». وافق المصرف بعد ذلك على دفع تسوية ماليَّة لم يُعلم قدرها للزوجين نتيجة الادِّعاء القانونيّ الذي رفعه أوسوال.

### ثقافة العمل
اعترف الرئيس التنفيذيّ شين إليوت في عام 2016 بأنَّ «الثقافة» هي من أكبر التحديات التي يواجهها مصرف أستراليا ونيوزيلندا. إذ نقلت عدد من التقارير الإعلاميَّة عن ادِّعاءات بوجود معاملة تمييزية تتعرض لها الموظَّفات الإناث، بالإضافة إلى انتشار تعاطي المخدِّرات، وثقافة التَبَجُّح والترهيب. واجه المصرف في عام 2016 الملاحقة القضائيَّة في المحاكم على خلفية ادِّعاءه أنَّ فصل الوسيط في شركة بيل بوتر كان نتيجة أنَّ رئيس الشؤون الماليَّة في المصرف كان متحاملًا تجاه النساء. وفي نفس العام أعترف مدير المصرف السابق جون دالسن عن معاناة المصرف من ناحيتين وهما ثقافة العمل داخل المصرف، بالإضافة إلى الجانب التنافسيّ. في نوفمبر عام 2016، ظهرت ادِّعاءات جديدة بانتشار التمييز والتحامل ضد الإناث في مصرف أستراليا ونيوزيلندا، ورُفِعت دعوى قضائيَّة أخرى على المصرف في الولايات المتَّحدة نتيجة سلوكيات العاملين في فرع المصرف بمدينة نيويورك.

### الفضيحة الماليزية
ورد ذكر اسم المصرف في مطلع عام 2016 بعد تكشَّف تفاصيل الفضيحة التي حصلت في ماليزيا والتي تورطت فيهة إحدى الشركات التابعة للمصرف مع القائد الماليزيّ. أثارت الحادثة عدة تساؤلات حول ضلوع مصرف أستراليا ونيوزيلندا من عدمه، ولكن أقرَّ المصرف في نوفمبر من ذلك العام بعدم قدرته التحكم بالقرارات التي تتخذها الشركة التابعة له.

### تقديم مستندات مضللة في المحكمة
نقلت وسائل الإعلام في عام 2016 عن وقوع حادثة دخلت فيها الهيئة الأستراليَّة لأمين المظالم الماليَّة بعد رفع الأخيرة لمستندات مُضلِّلة إلى المحكمة العليا لولاية فيكتوريا. ارتبطت هذه المستندات بطور الكشف عن قضية ضلع فيها المصرف حيث بدا أنَّ التضليل كان متعمَّدًا بقصد إفادة المصرف في القضية.

### نقل الوظائف لدول الخارج
واصل مصرف أستراليا ونيوزيلندا تعهيد ونقل الوظائف من أستراليا إلى دول الخارج مما أدَّى إلى انتقاد عدد من الأطراف لهذه الممارسة التي يتبِّعها المصرف. كما استمر المصرف في زيادة وتوسيع مهام العمل التي تتولاها مكاتبه الموجودة في دول الخارج. فعلى سبيل المثال باشرت مكاتب المصرف في مدينة بنغالور عملها في عام 1989 مما يجعل المصرف أحد أول المنظَّمات التي تقوم بتوظيف عاملين مختصين بمجال تقانة المعلومات في الهند. يبلغ عدد موظفي مكاتب المصرف في بنغالور نحو 4,800 شخص. هذا ويدلِّل على انتقال الأعمال أن عدد مناصب تقانة المعلومات التي نُقِلت إلى هذه المكاتب تبلغ نحو 1500 منصب، في حين يبلغ عدد المناصب المنتقلة الخاصَّة بكل من العمليات المؤسَّساتيَّة، وشؤون الدفع، والخدمات عاليَّة القيمة نحو 2000 منصب، بينما يبلغ عدد مناصب عمليات الخدمات المصرفيَّة الشخصيَّة المنتقلة 1300. توقَّع المصرف في عام 2006 نقله لأكثر من مئتين وظيفة من أستراليا لمكاتبه في بنغالور. وفي عام 2012، نقل المصرف 360 عامل دائم من ملبورن وبنغالور إلى شركة كابجيميني. عمل جميع هؤلاء الموظَّفين في مجاليّ الاختبار التقنيّ والفضاء البيئيّ. أعلن رئيس قسم المعلومات عن رغبة المصرف الوصول إلى نموذج التقانة الهجين من أجل تحقيق خارطة الطريق التقنيَّة التي وضعها المصرف في عام 2017.

### السلوكيات المخالفة للتنافسية
قام مصرف أستراليا ونيوزيلندا بحظر الأعمال التجاريَّة التي تتعامل بالبيتكوين، وهذا رغم الاستفادة التي حقَّقها المصرف من تقنية البلوك تشين. هذا وقد كانت المفوضيَّة الأستراليَّة للتنافسيَّة والمستهلك قد فتحت تحقيقًا برَّأت فيه المصرف من تهمة التواطؤ مع مصارف أخرى فيما يتعلق بمسألة الأعمال التجاريَّة التي تتعامل بالبيتكوين. شكَّك عدد من أعضاء مجلس الشيوخ الأستراليين البارزين في هذا تحقيق، وجدَّدوا انتقاداتهم لطريقة تعامل مصرف أستراليا ونيوزيلندا وغيره من المصارف الكبرى مع هذا الشأن. 

### وثائق بنما
أوردت وسائل الإعلام ورود اسم المصرف في 7,548 وثيقة من وثائق بنما الصادرة عن شركة موساك فونسيكا مما كشف نشاطات المصرف الواسعة في كل من نيوزيلندا، وجزر كوك، وساموا، وجيرزي.

### توجيه تهم الاحتكار الجنائية
في 1 يونيو عام 2018، أعلنت المفوضيَّة الأستراليَّة للتنافسيَّة والمستهلك عن توقِّعها قيام مدير الكومنولث للملاحقات الجنائيَّة العامّة بإصدار تهم الإدانة الجنائيَّة بداعي ممارسة الاحتكار بحق كل من مصرف أستراليا ونيوزيلندا، وخازن المجموعة ريك موسكاتي، ومصرف دويتشه بانك، ومجموعة سيتي غروب، بالإضافة إلى عدد من الأفراد. تتعلق التهم بعملية جمع رأس مال بقيمة 2.5 مليار دولار كان المصرف قد أطلقها في أغسطس عام 2015. أُكمِلت الإجراءات الالتزاميَّة في القضية في يوليو عام 2020، ولكن قد تستمر باقي الإجراءات القانونيَّة فيها حتى عام 2022.

### مفوضية هاين الملكية
استحدثت الحكومة الأستراليَّة مفوضية مَلكيَّة تحت اسم المفوضيَّة الملكيَّة للتحقيق في مخالفات قطاع الخدمات المصرفيَّة والتقاعديَّة والماليَّة، والمعروفة أيضًا باسم مفوضية هاين الملكية بتاريخ 14 ديسمبر عام 2017. هدفت المفوضية إلى التقصي والإبلاغ عن المخالفات الواقعة في قطاع الخدمات المصرفيَّة والتقاعديَّة والماليَّة. جاء تأسيس المفوضية عقب نقل عدد من الوسائل الإعلاميَّة عن استشراء ثقافة الجشع ضمن العديد من المؤسسات الماليَّة الأستراليَّة. وبعدها صدرت عدَّة توصيات برلمانيَّة شدَّدت على ضرورة استحداث مفوضية مَلكيَّة. إذ أشارت التوصيات إلى ضعف الانخراط التنظيميّ من جانب السلطات الحكوميَّة المعنيَّة، فضلًا عن ما تناقلته تقارير لاحقة عن ضلوع مؤسَّسات ماليَّة أستراليَّة في عمليات غسيل أموال لجماعات تتاجر بالمخدِّرات، وغضّها الطرف عن عمليات لتمويل إرهابيين، وتجاهلها لمسؤولياتها في رفع تقارير قانونيَّة دوريَّة للجهات المعنيَّة، والسلوكيات غير المهنيَّة التي اتبعتها هذه المصارف والمؤسَّسات في مجال تداول العملات الأجنبيَّة.
كما كان مصرف أستراليا ونيوزيلندا من الضالعين في فضيحة أسعار مبادلات الأوراق المصرفيَّة حيث اضطر المصرف لإبرام تسوية مع المفوَّضية الأستراليَّة للأوراق الماليَّة والاستثمارات قبل مباشرة الإجراءات القانونيَّة بحق المصرف.

### قضية التشهير
رفع الموظَّف السابق في مصرف أستراليا ونيوزيلندا بوجاك أوزدمير دعوى مدنيَّة على المصرف في محكمة بنيويورك في يوليو عام 2020. أدَّعى أوزدمير بأنَّ التصريحات التي أطلقها المصرف حوله كانت تشهيريَّة، وطالب في الدعوى بتعويضات قدرها 20 مليون دولار.

## وصلات خارجية
- الموقع الإلكتروني (بالإنجليزية)